# Християнство в Данії
Християнство в Данії — найпоширеніша релігія в країні.
За даними дослідницького центру Pew Research Center, 2010 року в Данії проживали 4,61 млн християн, які складали 83,1 % населення цієї країни. Енциклопедія «Релігії світу» Дж. Р. Мелтона оцінює частку християн 2010 року в 85,6 % (4,68 млн віруючих).
Найбільшим напрямком християнства в країні є протестантизм. 2000 року в Данії діяло 3 тисячі християнських церков і місць богослужіння, що належать 58 різних християнських деномінацій.
Крім данців, християнами також є більшість німців, поляків, шведів, норвежців, англійців, румунів, ісландців та ін. європейців, які проживають у країні. Чимало християн і серед данських філіппінців, корейців, амхарців, аканів. Переважно християнами є і вихідці з Латинської Америки: колумбійці, бразильці, чилійці, аргентинці, мексиканці та перуанці.
Християни Данії активно беруть участь в екуменічному русі. 2004 року в країні було створено Національну раду церков в Данії. Станом на 2015 рік дві данські церкви (баптистів і лютеран) входять до Всесвітньої ради церков. Консервативні євангельські церкви країни об'єднані в Євангельський альянс Данії, пов'язаний зі Світовим євангельським альянсом.